# شهرستان موسکوگی (جورجیا)
شهرستان موسکوگی، جورجیا (به انگلیسی: Muscogee County, Georgia) یک سکونتگاه مسکونی در ایالات متحده آمریکا است که در جورجیا واقع شده‌است.

## خصوصیات
شهرستان موسکوگی ۵۷۲٫۳۹ کیلومترمربع مساحت دارد.